# イ・ソンミン (俳優)
イ・ソンミン（朝: 이 성민、1968年10月15日 - ）は、韓国の俳優。HODU&Uエンターテインメント所属。

## 出演作品

### 映画
- 初恋のアルバム（2004年） - 青果店の店主
- 僕らのバレエ教室（2004年） - ミスター・キム 役
- 天国までの60日（2005年） - 刑事 役
- マラソン（2005年） - ジョンウクの友人 役
- ミスター・ロビンの口説き方（2006年） - ヤン 役
- シークレット・サンシャイン（2007年） - 厨房長 役
- グッド・バッド・ウィアード（2008年） - 厨房長 役
- GOGO70s（2008年） - イ・ビョンウク 役
- カフェ・ノワール（2009年） - ミヨンの夫 役
- 小さな池 1950年・ノグンリ虐殺事件（2010年） - クリの父 役
- ベストセラー（2010年） - マ・デユン 役
- トラブルシューター 解決士（2010年） - ユン・デヒ 役
- 生き残るための3つの取引（2010年） - 検事部長 役
- 逮捕王（2011年） - チョ 役
- THE CAT ザ・キャット（2011年） - ビダンパパ 役
- 凍える牙（2012年） - ク・ヨンチョル 役
- 僕の妻のすべて（2012年） - ナ 役
- 弁護人（2012年） - イ・ユンテク 役
- ヴィーナス・トーク 官能の法則（2014年） - イ・ジェホ 役
- さまよう刃（2014年） - チャン・オクグァン 役
- 群盗（2014年） - テホ 役
- 世界で一番いとしい君へ（2014年） - 主治医 役
- ビッグマッチ（2014年） - チェ・ヨンホ 役
- 笛を吹く男（2015年） - 村長 役
- ロボット：SORI（音）（2016年） - キム・へグァン 役
- 華麗なるリベンジ（2016年） - ウ・ジョンギル 役
- グッバイ・シングル（2016年） - チュ・ミノ 役
- 保安官（2017年） - チェ・デホ 役
- リアル（2017年） - チェ・ジンギ博士 役
- パラム パラム パラム（2018年） - イ・ソックン 役
- 工作 黒金星と呼ばれた男（2018年） - リ・ミョンウン 役
- 目撃者（2018年） - ハン・サンフン 役
- 麻薬王（2018年） - ソ・サンフン 役
- スピード・スクワッド ひき逃げ専門捜査班（2019年） - ソ・ジョンチェ 役
- ビースト（2019年） - チョン・ハンス 役
- 権力に告ぐ（2019年） - チェ・ヨンウク 役
- SP 国家情報局：Mr.ZOO（2020年） - チュ・テジュ 役
- KCIA 南山の部長たち（2020年） - パク大統領 役
- 第8日の夜（2021年） - パク・ジンス 役
- 手紙と線路と小さな奇跡（2021年） - チョン・テユン 役
- ハント（2022年） - チョ・ウォンシク 役
- 復讐の記憶（2022年） - ハン・ピルジュ 役
- ソウルの春（2023年） - チョン・サンホ（鄭昇和がモデル） 役
- THE MOON（2023年） - ファン・ギュテ 役

### ドラマ
- 俺たち三人組（2000年、MBC） - 舞台俳優 役
- オー!必勝（2004年、KBS2） - パク検品長 役
- おはよう、神様（2006年、KBS2） - 刑事 役
- 魔王（2007年、KBS2） - ファン・デピル 役
- 大王世宗（2008年、KBS1） - チェ・マンリ 役
- オンエアー（2008年、SBS） - ソン・スチョル 役
- ワーキングママ～愛の方程式～（2008年、SBS） - カン・チョルミン 役
- テロワール（2008年、SBS） - マルチ商法の職員 役
- 愛は簡単じゃない（2009年、SBS） - ホ・セドル 役
- パートナー（2009年、KBS2） - ハン・ジュンス 役
- 熱血商売人（2009年、KBS2） - ヤン・マンチョル 役
- トリプル（2009年、MBC） - チョン局長 役
- パスタ〜恋が出来るまで〜（2010年、MBC） - ソル・ジュンソク 役
- グロリア（2010 - 2011年、MBC） - ソン・ジョンボム 役
- マイ・プリンセス（2011年、MBC） - イ・ヨンチャン 役
- 私の心が聞こえる?（2011年、MBC） - イ・ミョンギュン 役
- 千日の約束（2011年、SBS）
- ブレイン 愛と野望（2011 - 2011年、KBS2） - コ・ジェハク 役
- キング ～Two Hearts（2012年、MBC） - イ・ジェガン 役
- ゴールデンタイム（2012年、MBC） - チェ・インヒョク 役
- アラン使道伝（2012年、MBC） - 守護者 役
- モンスター ～私だけのラブスター～（2013年、tvN） - クォン・テヒョン 役
- 男が愛する時（2013年、MBC） - キム・デグァン 役
- ミス・コリア（2013 - 2014年、MBC） - チョン先生 役
- ビッグマン（2014年、KBS2） - 上級官吏 役
- ミセン（2014年、tvN） - オ・サンシク 役
- 華政（2015年、MBC） - イ・ドクヒョン 役
- ホグの愛（2015年、tvN） - オ・サンシク 役
- 元カノクラブ（2015年、tvN） - 映画俳優 役
- 記憶〜愛する人へ〜（2016年、tvN） - パク・テソク 役
- アントラージュ ～スターの華麗なる人生～（2016年、tvN） - 本人 役
- 凍てついた愛（2019年、JTBC） - イ・ソンミン署長 役
- マネーゲーム（2020年、tvN） - ホ・ジェ 役
- 霊魂修繕工（2020年、KBS2） - コ・ジェハク 役
- 未成年裁判（2022年、Netflix） - カン・ウォンジュン 役
- 田舎町ダイアリーズ（2022年、kakaoTV） - イ・ジャン 役
- ナルコの神（2022 - 2023年、Netflix） - キム・ソンジャン 役
- 刑事ロク 最後の心理戦（2022年、Disney＋） - キム・テクロク 役
- 財閥家の末息子（2022年、JTBC） - チン・ヤンチョル 役
- 運の悪い日（2023年、tvN） - オ・テク役
- 元敬〜欲望の王妃〜（2025年、tvN） - イ・ソンゲ 役